# Avedis Bédros XIV Arpiarian
Avedis Bédros XIV Arpiarian (1856 - 1937) là một Thượng phụ người Thổ Nhĩ Kỳ của Giáo hội Công giáo nghi lễ Armenian, trực thuộc Giáo hội Công giáo Rôma. Ông từng đảm nhận vị trí Thượng phụ Tòa Thượng phụ Cilicia, nghi lễ Armenian cùng nhiều chức danh khác trên con đường thăng tiến đến chức vị cao nhất của Giáo hội này.

## Tiểu sử
Thượng phụ Arpiarian sinh ngày 13 tháng 4 năm 1856 tại Eghin, thuộc Giáo phận Karput, nghi lễ Armenian, thuộc Thổ Nhĩ Kỳ. Sau quá trình tu học dài hạn tại các cơ sở chủng viện theo Giáo luật Công giáo, tháng 3 năm 1884, ở tuổi 28, Phó tế Apriarian được truyền chức linh mục.
Sau sáu năm tại vị trí là một linh mục, ngày 23 tháng 9 năm 1890, linh mục Apiaprian được chọn làm Giám mục chính tòa Giáo phận Karput, nghi lễ Armenian. Sau khi được tuyển chọn, ngày 16 tháng 11 sau đó, các nghi thức cho nghi lễ tấn phong tân giám mục đã được cử hành, với sự tham dự của ba giáo sĩ tham dự chính yếu vào phần nghi thức. Chủ phong cho tân giám mục là Thượng phụ Stephan Bedros X Azarian, Tòa Thượng Phụ Cilicia, nghi lễ Armenian. Hai vị khác phụ phong gồm có Tổng giám mục Garabed (Charles) Aslanian, Giám mục Phụ tá Tòa Thượng phụ Cilicia và Tổng giám mục Moise Amberbojan, C.M.V, Giám mục Hiệu tòa Croae.
Sau tám năm trên cương vị giám mục tại Karput, giám mục Arpiarian được thuyên chuyển về làm giám mục Phụ tá Tòa Thượng phụ Cilicia, hàm Tổng giám mục Hiệu tòa Anazarbus degli Armeni. Mười ba năm tại Tòa Thượng phụ, nơi quan trọng nhất tại Công giáo nghi lễ Armenian, ngày 27 tháng 8 năm 1911, ông được chọn làm Giám mục chính tòa Giáo phận Marasc, nghi lễ Armenian, tọa lạc tại lãnh thổ Thổ Nhĩ Kỳ.
Mười bảy năm sau khi được thuyên chuyển ra khỏi Tòa Thượng phụ, ngày 25 tháng 6 năm 1928, Tổng giám mục Apriarian được chọn và kêu gọi trở về làm Giám mục Phụ tá Tòa Thượng phụ Armenian, với danh hiệu Tổng giám mục Hiệu tòa Anazarbus degli Armeni. Việc bổ nhiệm này của giáo hội nghi lễ Armenian được Giáo hội Công giáo Rôma chấp thuận và chuẩn y vào ngày 17 tháng 12 sau đó.
Ngày 9 tháng 10 năm 1931, công đồng giáo hội nghi lễ Armenian nhóm họp, nhất trí chọn Tổng giám mục Arpiarian làm Thượng phụ của Tòa Thượng phụ nghi lễ Armenian. Việc lựa chọn này đã được phía Giáo hội Công giáo Rôma xác nhận và chuẩn y ngày 16 tháng 10 cùng năm. Ông qua đời ngày 26 tháng 10 năm 1937, sau sáu năm trên cương vị Thượng phụ.